# Liste des plus gros succès français au box-office mondial
Cette page indique les plus gros succès français au box-office mondial.

## Classement par nombre d'entrées dans le monde
Cette liste indique les 50 plus films ayant fait le plus grand nombreux d'entrées en France et au niveau international. Le nombre d'entrées indiqué comprend les entrées en France et au niveau international. Pour les films produits avant les années 90, les chiffres sont des estimations incomplètes. Les chiffres du box-office sont inconnus dans de nombreux pays.
| Rang | Film                                    | Réalisateur                        | Année | Total des entrées (France et international)[réf. à confirmer] | Nombre d'entrées hors France |
| ---- | --------------------------------------- | ---------------------------------- | ----- | ------------------------------------------------------------- | ---------------------------- |
| 1    | Zorro                                   | Duccio Tessari                     | 1975  | 133 050 124                                                   | 131 831 804                  |
| 2    | La Tulipe Noire                         | Christian-Jaque                    | 1964  | 86 330 374                                                    | 83 222 862 entrées           |
| 3    | La Grande Vadrouille                    | Gérard Oury                        | 1966  | Plus de 70 263 128                                            | 52 945 383                   |
| 4    | Lucy                                    | Luc Besson                         | 2014  | 61 308 947                                                    | 56 105 721                   |
| 5    | Les Quatre Charlots mousquetaires       | André Hunebelle                    | 1974  | Plus de 58 790 139                                            | 56 600 000                   |
| 6    | Angélique, marquise des anges           | Bernard Borderie                   | 1964  | Plus de 58 212 625                                            | 55 253 941                   |
| 7    | Angélique et le Roy                     | Bernard Borderie                   | 1966  | Plus de 56 777 873                                            | 54 595 000                   |
| 8    | Fantomas                                | André Hunebelle                    | 1964  | Plus de 54 405 124                                            | 49 912 705                   |
| 9    | Les bidasses s'en vont en guerre        | Claude Zidi                        | 1978  | Plus de 54 000 000                                            | 50 100 000                   |
| 10   | Le Gendarme se marie                    | Jean Girault                       | 1968  | Plus de 52 572 560                                            | 45 743 934                   |
| 11   | Les Fleurs du soleil                    | Vittorio de Sica                   | 1970  | 52 054 853                                                    | 51 943 928                   |
| 12   | Fantomas se déchaîne                    | André Hunebelle                    | 1965  | Plus de 51 861 553                                            | 47 649 107                   |
| 13   | Le Trésor du lac d'argent               | Harald Reinl                       | 1962  | 51 556 736                                                    | 49 900 000                   |
| 14   | Intouchables                            | Éric Toledano et Olivier Nakache   | 2011  | 51 390 018                                                    | 31 899 330                   |
| 15   | Le Bossu                                | André Hunebelle                    | 1960  | Plus de 50 745 980                                            | 44 900 000                   |
| 16   | Taken 2                                 | Olivier Megaton                    | 2012  | 50 737 843                                                    | 47 834 206                   |
| 17   | Emmanuelle                              | Just Jaeckin                       | 1974  | Plus de 50 000 000                                            | 41 105 976                   |
| 18   | Le Gendarme et les Extraterrestres      | Jean Girault                       | 1979  | Plus de 48 288 703                                            | 42 008 633                   |
| 19   | L'Animal                                | Claude Zidi                        | 1977  | Plus de 48 125 007                                            | 44 967 218                   |
| 20   | Trois Hommes et un couffin              | Coline Serreau                     | 1985  | 47 997 591                                                    | 37 745 778                   |
| 21   | Téhéran 43                              | Alexandre Alov et Vladimir Naoumov | 1981  | Plus de 47 594 335                                            | 47 500 000                   |
| 22   | Taken 3                                 | Olivier Megaton                    | 2015  | 46 595 151                                                    | 43 981 143                   |
| 23   | Flic ou Voyou                           | Georges Lautner                    | 1979  | Plus de 46 454 016                                            | 42 503 325                   |
| 24   | Le Corniaud                             | Gérard Oury                        | 1965  | Plus de 46 000 000                                            | 34 256 750                   |
| 25   | Le Cinquième Élément                    | Luc Besson                         | 1997  | 43 466 184                                                    | 35 738 487                   |
| 26   | Les Trois Mousquetaires                 | Bernard Borderie                   | 1961  | 42 871 861                                                    | 39 724 689                   |
| 27   | La Maja nue                             | Henry Koster et Mario Russo        | 1958  | 41 924 549                                                    | 41 307 081                   |
| 28   | Les Mystères de Paris                   | André Hunebelle                    | 1962  | 40 547 172                                                    | 37 400 000                   |
| 29   | Oscar                                   | Édouard Molinaro                   | 1967  | Plus de 40 134 754                                            | 34 013 892                   |
| 30   | Fanfan la Tulipe                        | Christian-Jaque                    | 1952  | Plus de 39 768 184                                            | 33 000 000                   |
| 31   | Fantomas contre Scotland Yard           | André Hunebelle                    | 1967  | Plus de 39 725 698                                            | 36 167 727                   |
| 32   | Qui êtes-vous, monsieur Sorge ?         | Yves Ciampi                        | 1961  | 39 200 000                                                    |                              |
| 33   | Cartouche                               | Philippe de Broca                  | 1962  | Plus de 39 181 412                                            | 35 571 000                   |
| 34   | Opération San Gennaro                   | Dino Risi                          | 1966  | 38 897 849                                                    | 38 724 572                   |
| 35   | La Chèvre                               | Francis Veber                      | 1981  | 38 673 189                                                    | 31 593 515                   |
| 36   | La Sorcière                             | André Michel                       | 1956  | Plus de 38 008 489                                            | 36 400 000                   |
| 37   | Le Comte de Monte-Cristo                | Robert Vernay                      | 1954  | 37 980 963                                                    | 30 200 000                   |
| 38   | Les Misérables                          | Jean-Paul Le Chanois               | 1958  | Plus de 37 000 000                                            | 29 178 393                   |
| 39   | L'Alpagueur                             | Philippe Labro                     | 1976  | Plus de 36 523 894                                            | 34 990 711                   |
| 40   | Un homme et une femme                   | Claude Lelouch                     | 1966  | Plus de 36 131 413                                            | 31 862 204                   |
| 41   | Les Guerriers                           | Sergiu Nicolaescu                  | 1967  | 36 604 510                                                    | 36 604 510                   |
| 42   | Le Guignolo                             | Georges Lautner                    | 1980  | 35 449 360                                                    | 32 573 344                   |
| 43   | Le Capitan                              | André Hunebelle                    | 1960  | Plus de 35 277 812                                            | 30 100 000                   |
| 44   | Le Grand Blond avec une chaussure noire | Yves Robert                        | 1972  | Plus de 35 123 744                                            | 31 652 478                   |
| 45   | Valérian et La Cité des Mille Planètes  | Luc Besson                         | 2017  | 34 809 939                                                    | 30 769 686                   |
| 46   | Le Vieux Fusil                          | Robert Enrico                      | 1975  | 34 443 034                                                    | 32 083 336                   |
| 47   | Hibernatus                              | Édouard Molinaro                   | 1969  | Plus de 32 309 4994                                           | 28 942 526                   |
| 48   | L'Homme orchestre                       | Serge Korber                       | 1970  | Plus de 33 268 404                                            | 31 126 525                   |
| 49   | Merveilleuse Angélique                  | Bernard Borderie                   | 1965  | 33 254 430                                                    | 32 093 604                   |
| 50   | La Chartreuse de Parme                  | Christian-Jaque                    | 1948  | Plus de 32 751 922                                            | 26 600 000                   |

## Classement par recettes
Ce classement prend en compte les recettes générées par les 50 films ayant fait le plus de recettes au box-office. Les chiffres indiqués ne prennent pas en compte l'inflation. Les données pour les films produits avant les années 1990 sont absentes ou incomplètes.
| Rang | Film                                        | Réalisateur                                     | Année | Recettes (en $) |
| ---- | ------------------------------------------- | ----------------------------------------------- | ----- | --------------- |
| 1    | Lucy                                        | Luc Besson                                      | 2014  | 458 863 600     |
| 2    | Intouchables                                | Éric Toledano / Olivier Nakache                 | 2011  | 426 588 510     |
| 3    | Taken 2                                     | Olivier Megaton                                 | 2012  | 376 141 306     |
| 4    | Taken 3                                     | Olivier Megaton                                 | 2015  | 326 479 141     |
| 5    | Le Cinquième Élément                        | Luc Besson                                      | 1997  | 263 920 180     |
| 6    | Bienvenue chez les Ch'tis                   | Dany Boon                                       | 2008  | 245 144 417     |
| 7    | Taken                                       | Pierre Morel                                    | 2008  | 226 837 760     |
| 8    | Valérian et La Cité des Mille Planètes      | Luc Besson                                      | 2017  | 225 874 228     |
| 9    | Qu'est-ce qu'on a fait au Bon Dieu ?        | Philippe de Chauveron                           | 2014  | 176 404 493     |
| 10   | Le Fabuleux Destin d'Amélie Poulain         | Jean-Pierre Jeunet                              | 2001  | 173 921 954     |
| 11   | L'Ours                                      | Jean-Jacques Annaud                             | 1988  | 138 241 022     |
| 12   | The Artist                                  | Michel Hazanavicius                             | 2011  | 133 471 171     |
| 13   | Astérix aux Jeux olympiques                 | Thomas Langmann / Frédéric Forestier            | 2008  | 131 856 927     |
| 14   | Astérix et Obélix : Mission Cléopâtre       | Alain Chabat                                    | 2002  | 128 027 976     |
| 15   | La Marche de l'empereur                     | Luc Jacquet                                     | 2005  | 127 392 693     |
| 16   | Le Dernier Loup                             | Jean-Jacques Annaud                             | 2015  | 125 837 070     |
| 17   | Le Pianiste                                 | Roman Polanski                                  | 2002  | 120 072 577     |
| 18   | Emmanuelle                                  | Just Jaeckin                                    | 1974  | 112 100 000     |
| 19   | Ballerina                                   | Éric Summer / Éric Warin                        | 2016  | 109 573 511     |
| 20   | Le Transporteur 3                           | Olivier Megaton                                 | 2008  | 108 979 549     |
| 21   | Arthur et les Minimoys                      | Luc Besson                                      | 2006  | 108 605 609     |
| 22   | Astérix et Obélix contre César              | Claude Zidi                                     | 1999  | 101 644 060     |
| 23   | Le Comte de Monte-Cristo                    | Alexandre de La Patellière / Matthieu Delaporte | 2024  | 100 000 000     |
| 24   | Les Visiteurs                               | Jean-Marie Poiré                                | 1993  | 98 755 038      |
| 25   | Le Petit Prince                             | Mark Osborne                                    | 2015  | 97 571 250      |
| 26   | Rien à déclarer                             | Dany Boon                                       | 2011  | 93 811 164      |
| 27   | Le Transporteur 2                           | Louis Leterrier                                 | 2005  | 89 083 229      |
| 28   | Les Choristes                               | Christophe Barratier                            | 2004  | 88 385 944      |
| 29   | Qu'est-ce qu'on a encore fait au Bon Dieu ? | Philippe de Chauveron                           | 2018  | 87 761 988      |
| 30   | La Môme                                     | Olivier Dahan                                   | 2007  | 87 484 847      |
| 31   | Un p'tit truc en plus                       | Artus                                           | 2024  | 84 229 678      |
| 32   | Les Bronzés 3                               | Patrice Leconte                                 | 2006  | 84 152 064      |
| 33   | Océans                                      | Jacques Perrin / Jacques Cluzaud                | 2009  | 83 090 556      |
| 34   | Malavita                                    | Luc Besson                                      | 2013  | 78 418 811      |
| 35   | Le Nom de la rose                           | Jean-Jacques Annaud                             | 1986  | 77 153 847      |
| 36   | Un long dimanche de fiançailles             | Jean-Pierre Jeunet                              | 2004  | 76 640 257      |
| 37   | La Famille Bélier                           | Éric Lartigau                                   | 2014  | 72 775 689      |
| 38   | Le Transporteur : Héritage                  | Camille Delamarre                               | 2015  | 72 629 670      |
| 39   | Babylon A.D.                                | Mathieu Kassovitz                               | 2008  | 72 104 816      |
| 40   | Colombiana                                  | Olivier Megaton                                 | 2011  | 71 508 440      |
| 41   | Brick Mansions                              | Camille Delamarre                               | 2014  | 71 416 730      |
| 42   | Le Pacte des loups                          | Christophe Gans                                 | 2001  | 70 765 768      |
| 43   | Un Indien dans la ville                     | Hervé Palud                                     | 1994  | 70 497 787      |
| 44   | Jeanne d'Arc                                | Luc Besson                                      | 1999  | 66 976 317      |
| 45   | Taxi 3                                      | Gérard Krawczyk                                 | 2002  | 65 497 208      |
| 46   | Le Dîner de cons                            | Francis Veber                                   | 1998  | 65 434 960      |
| 47   | Taxi 4                                      | Gérard Krawczyk                                 | 2007  | 65 125 001      |
| 48   | Le Baiser mortel du dragon                  | Chris Nahon                                     | 2001  | 64 437 847      |
| 49   | Le Petit Nicolas                            | Laurent Tirard                                  | 2010  | 62 794 894      |
| 50   | Deux Frères                                 | Jean-Jacques Annaud                             | 2004  | 62 174 008      |